# 1391 Карелія
1391 Карелія (1391 Carelia) — астероїд головного поясу, відкритий 16 лютого 1936 року.
Тіссеранів параметр щодо Юпітера — 3,410.